# سهيل دواني
سهيل سلمان إبراهيم سهيل (من مواليد نابلس، الضفة الغربية، 1951) هو أسقف أنجليكاني فلسطيني.
كان الأسقف الرابع عشر لأبرشية القدس الأنجليكانية من 15 أبريل 2007، ورئيس أساقفة القدس منذ استعادة المنصب في عام 2014، حتى تقاعده في عام 2021. ومن عام 2017 إلى عام 2019 كان أيضًا رئيس أساقفة الكنيسة الأسقفية في القدس والشرق الأوسط. وهو متزوج ولديه ثلاث بنات.

## المسيرة الكنسية
حصل سهيل على درجة البكالوريوس من كلية اللاهوت للشرق الأدنى في بيروت، لبنان، في عام 1976. تم تعيينه شماسًا أنجليكانيًا في عام 1976 وكاهنًا في عام 1978. خدم لمدة ثماني سنوات في رعية القديس أندراوس في رام الله، ورعية القديس بطرس في بيرزيت بالضفة الغربية. انتقل مع عائلته إلى الولايات المتحدة في عام 1985 للدراسة في معهد فرجينيا اللاهوتي، حيث أكمل درجة الماجستير وبدأ العمل على درجة الدكتوراه في الوزارة (D.Min.) تم استدعاؤه إلى أبرشيته في عام 1987، وأصبح كاهنًا في كنيسة القديس يوحنا الأسقفية في حيفا، إسرائيل. وعاد ليخدم مرة أخرى في رعية رام الله وبيرزيت من عام 1992 إلى عام 1997.
انتخب أميناً عاماً لأبرشية القدس في عام 1997. ثم أصبح بعد ذلك قسيسًا للكنيسة الناطقة بالعربية في كاتدرائية القديس جاورجيوس في القدس. وذهب للخدمة للمرة الثالثة في رام الله، من عام 2004 إلى عام 2007. أصبح أسقفًا مساعدًا في 15 يونيو 2005 وتم تكريسه في 6 يناير 2006. تم تنصيبه أسقفاً على القدس في 15 أبريل 2007. وفي نفس العام أكمل درجة الدكتوراه في اللاهوت في جامعة فرجينيا اللاهوتية.
أصبح سهيل رئيس أساقفة في القدس في عام 2014 عندما صوت المجمع على ترقية الدور المتزامن لممثل شركة الأنجليكان في الأرض المقدسة من أسقفية إلى رئيس أساقفة، كما كان في السابق من عام 1957 إلى عام 1976.
انتخب رئيسًا للكنيسة الأسقفية في القدس والشرق الأوسط في 17 مايو 2017، لمدة عامين ونصف، وخدم حتى خريف عام 2019.
تقاعد في عام 2021، بعد أن بلغ سن التقاعد الأسقفي الإلزامي وهو 70 عامًا.

## المشاهدات
كان ناقدًا لمؤتمر المستقبل الأنجليكاني العالمي، الذي عقد في القدس، في الفترة من 22 إلى 29 يونيو 2008، حيث صرح بأنه يعتقد أن "المصالحة" هي السبيل لحل الانقسامات في الطائفة الأنجليكانية. ألقى كلمة في مؤتمر GAFCON III في يوم افتتاحه، لكنه لم يكن مندوبًا مسجلاً لمنطقته.

## روابط خارجية
- سيرة سهيل دواني

|-
| الاتحاد الأنجليكاني     | الاتحاد الأنجليكاني                               | الاتحاد الأنجليكاني    |
| ----------------------- | ------------------------------------------------- | ---------------------- |
| سبقه رياح حنا أبو العسل | مطرانية القدس الأسقفية 2014–2021                  | تبعه حسام نعوم         |
| سبقه رياح حنا أبو العسل | مطرانية القدس الأسقفية 2007–2014                  | تبعه حسام نعوم         |
| سبقه منير أنيس          | الكنيسة الأسقفية في القدس والشرق الأوسط 2017–2019 | تبعه مايكل لويس (أسقف) |